# Oscinella pseudofrit
Oscinella pseudofrit är en tvåvingeart som beskrevs av Becker 1912. Oscinella pseudofrit ingår i släktet Oscinella och familjen fritflugor.
Artens utbredningsområde är Etiopien. Inga underarter finns listade i Catalogue of Life.